# 셀퍼럴엑스
셀퍼럴엑스(SelferralX)는 암호화폐 선물 거래 시 발생하는 거래소 수수료를 일정 비율로 사용자에게 환급하는 페이백 플랫폼이다.

## 개요
셀퍼럴엑스는 2025년에 설립된 대한민국 기반의 암호화폐 페이백 서비스 플랫폼이다. 사용자는 셀퍼럴엑스를 통해 다양한 암호화폐 선물 거래소에서 발생하는 수수료의 일부를 환급받을 수 있다. 셀퍼럴엑스는 제휴된 거래소의 리베이트 시스템을 활용하여 사용자에게 거래 수수료를 돌려주는 방식으로 운영된다.

## 특징

### 다양한 거래소 지원
셀퍼럴엑스는 Bybit, Bitget, OKX, BingX 등 여러 해외 암호화폐 선물 거래소와 제휴하여 페이백 혜택을 제공한다. 거래소별로 환급 비율이 다르며, 실시간으로 업데이트된다.

### 간편한 페이백 신청
사용자는 셀퍼럴엑스에 가입하고, 거래소 UID를 등록하는 것만으로 자동으로 페이백을 받을 수 있다. 별도의 신청 절차 없이 시스템이 자동으로 페이백을 지급하는 방식이다.

### 높은 페이백 비율
최대 70%까지 거래 수수료를 환급받을 수 있으며, 일부 거래소에서는 더 높은 비율의 환급 혜택도 제공될 수 있다. 거래소별로 환급 정책이 다르므로, 사용자는 셀퍼럴엑스 공식 웹사이트를 통해 최신 정보를 확인할 수 있다.

### 투명한 정산 시스템
셀퍼럴엑스는 사용자 대시보드에서 실시간 페이백 내역을 제공하여 투명한 혜택 확인이 가능하도록 지원한다. 거래소의 정산 주기에 따라 페이백이 자동 지급된다.

### 보너스 및 이벤트
셀퍼럴엑스는 신규 가입자 대상 보너스 이벤트 및 특정 거래량을 달성한 사용자에게 추가 페이백 혜택을 제공하는 이벤트를 진행한다.

## 제휴 거래소 및 환급 비율
| 거래소명 | 페이백률(%) | 거래 할인율(%) | 지정가(%) | 시장가(%) |
| -------- | ----------- | -------------- | --------- | --------- |
| Bybit    | 35%         | 20%            | 0.010%    | 0.033%    |
| BloFin   | 65%         | 0%             | 0.007%    | 0.021%    |
| MEXC     | 70%         | 0%             | 0.000%    | 0.006%    |
| Bitget   | 50%         | 50%            | 0.010%    | 0.020%    |
| OKX      | 45%         | 0%             | 0.011%    | 0.028%    |
| BingX    | 60%         | 0%             | 0.008%    | 0.020%    |
| GateIo   | 70%         | 0%             | 0.006%    | 0.015%    |
| OrangeX  | 72%         | 0%             | 0.006%    | 0.014%    |

## 이용 방법
1. 셀퍼럴엑스 공식 홈페이지에서 가입
2. 거래소 계정 생성 및 KYC 인증 완료
3. 셀퍼럴엑스에 로그인 후 거래소 UID 등록
4. 거래 시작 후 자동으로 페이백 지급

## 유의사항
- 페이백 지급 기준 및 비율은 거래소 정책에 따라 변경될 수 있다.
- 일부 거래소는 최소 거래량 조건을 충족해야 페이백을 받을 수 있다.
- KYC 인증을 완료한 계정만 페이백 혜택이 적용된다.
- 제휴 거래소 이외의 플랫폼에서는 셀퍼럴엑스 페이백을 받을 수 없다.